# کژکوتوویتسه
کژکوتوویتسه (به لهستانی:  Krzekotowice) یک روستا در لهستان است که در گمینا پنپووو واقع شده‌است.